# José Nadson Ferreira
José Nadson Ferreira (Ubaitaba, 18 ottobre 1984) è un ex calciatore brasiliano, di ruolo centrocampista.

## Carriera

### Club
Dopo aver militato per 5 stagioni nello Sheriff Tiraspol, nel 2011 viene acquistato dal Genk.
Il 14 dicembre 2012, il Genk ha annunciato il prolungamento del contratto di Nadson fino a giugno 2015.
Il 31 agosto 2013 Nadson si è unito al PFC Krylia Sovetov Samara. Ha lasciato il Krylia Sovetov nel gennaio 2019.
Il 3 marzo 2019 ha firmato con il club finlandese SJK. Il 20 luglio 2020 ha rescisso il contratto e ha lasciato il club.

## Palmarès

### Club

#### Competizioni nazionali
- Campionato moldavo: 5

Sheriff: 2005-2006, 2006-2007, 2007-2008, 2008-2009, 2009-2010
- Coppa di Moldavia: 4

Sheriff: 2005-2006, 2007-2008, 2008-2009, 2009-2010
- Supercoppa di Moldavia: 2

Sheriff: 2005, 2007
- Campionato belga: 1

Genk: 2010-2011
- Supercoppa del Belgio: 1

Genk: 2011

#### Competizioni internazionali
- Coppa dei Campioni della CSI: 1

Sheriff: 2009